# 白盾
白盾（1952年4月-）男，汉族，河北怀安人，中华人民共和国政治人物，内蒙古自治区原国土资源厅党组书记、厅长。2020年12月5日因涉嫌严重违纪违法，接受内蒙古自治区纪委监委纪调查。

## 生平
白盾早年在内蒙古生产建设兵团五师四十一团五连服役，后转业在锡林郭勒盟运输公司和锡盟工业局工作。1977年，成为自治区外贸局进口公司干部，后在自治区原对外贸易经济合作厅工作长达19年，1998年升任内蒙古自治区对外贸易经济合作厅厅长。2003年，中华人民共和国国务院机构改革，对外贸易经济合作部改为商务部，地方的对外贸易经济合作厅改为商务厅，白盾继续担任自治区商务厅厅长。2005年4月，转任内蒙古自治区国土厅党组书记、厅长，直至2012年3月，将满60周岁的白盾转任内蒙古自治区人大常委会委员，而接任白盾任内蒙古自治区国土厅厅长的李世镕，已在2016年被查，并在2019年8月12日因贪污、受贿、挪用公款等罪名被判处无期徒刑。白盾于2014年12月正式退休。2020年12月5日因涉嫌严重违纪违法，接受内蒙古自治区纪委监委纪调查。2021年6月18日被开除党籍并移送检察机关依法审查起诉。